# Iura singulorum
Als iura singulorum (lat. iura = Rechte, singularis (Adv.) = einzeln) werden die subjektiven Rechte bezeichnet, die einer einzelnen Person zustehen (Individualrechte). Sie sind von den iura consortii (lateinisch consors, -rtis = Teilhaber, Gefährte, consortio, -ium = Gemeinschaft) zu unterscheiden, deren Träger eine Personenmehrheit ist (Gruppenrechte).
Individualrechte können sowohl natürlichen als auch rechtsfähigen juristischen Personen, beispielsweise einem Staatswesen, zustehen.
Der Begriff ist heute veraltet. Er war bis in das 19. Jahrhundert im Privatrecht und im Völkerrecht gebräuchlich. 
So unterscheidet etwa Josef Kohler in seinem Lehrbuch zum Konkursrecht von 1891 zwischen den Rechten des einzelnen Schuldners (iura singulorum) im Verhältnis zu denen der Gläubigergemeinschaft (iura consortii). 
Die Deutsche Bundesakte vom 8. Juni 1815 besagt in Art. 7 über die Mehrheitsverhältnisse bei der Beschlussfassung in der Bundesversammlung:

„Wo es aber auf Annahme oder Abänderung der Grundgesetze, auf organische Bundes Einrichtungen, in jura singulorum oder Religions-Angelegenheiten ankommt, kann weder in der engern Versammlung noch in Pleno ein Beschluß durch Stimmenmehrheit gefaßt werden.“

Mit iura singulorum waren dabei die Familienverträge und Verfassung der Länder gemeint.